# Order Lwa (Belgia)
Order Królewski Lwa (fr.: Ordre Royal du Lion, nl.: Koninklijke Orde van de Leeuw) – wysokie odznaczenie (order) Królestwa Belgii, nadawane od 1891 do 1960.

## Historia
Podobnie jak nieco starszy Order Gwiazdy Afryki, Order Lwa został ustanowiony w 28 lipca 1891 przez króla Belgów Leopolda II będącego wówczas suwerenną głową Wolnego Państwa Konga i po przyłączeniu Konga do Belgii jako kolonii wcielony w 1908 do systemu odznaczeń belgijskich. Nadawany był za zasługi dla Konga lub głowy tego państwa. Po ogłoszeniu niepodległości Konga Belgijskiego w 1960 odznaczenie nie jest przyznawane, choć w teorii można je nadal otrzymać za zasługi zdobyte przed tą datą. Order został oddany do dyspozycji belgijskiego ministerstwa spraw zagranicznych.
Order otrzymał pięć klas według schematu Legii Honorowej, od Krzyża Wielkiego do Kawalera oraz dodatkowo łańcuch dla I klasy. Z orderem związany był trójstopniowy medal: złoty, srebrny i brązowy.

## Insygnia
Insygnia orderu to oznaka, gwiazda I i II klasy, łańcuch oraz medale. Oznaką jest nieco zmodyfikowany krzyż liliowy obustronnie pokryty białą emalią z niebieskim obramowaniem i złotymi promieniami na ramionach. W środkowym medalionie awersu znajduje się w niebieskim polu złoty lew z godła państwowego Belgii otoczony napisem „TRAVAIL ET PROGRÈS” (PRACA I POSTĘP, dewiza Wolnego Państwa Konga), w medalionie rewersu splecione inicjały „L” (LÉOPOLD) i „S” (SOUVERAIN). Między ramionami krzyża znajdują się splecione złote litery „C” (CONGO). Zawieszką krzyża jest korona królewska.
Gwiazda I klasy jest ośmiopromienna, na przemian ze złotymi i srebrnymi promieniami, z medalionem awersu oznaki w środku, gwiazda II klasy to duży srebrny krzyż maltański z promieniami między ramionami i z medalionem awersu oznaki w środku.
Łańcuch składa się z ogniw trzech rodzajów, złotych koron królewskich, splecionych monogramów "LS" i medalionów z lwem belgijskim w niebieskim polu.
Medale Orderu Lwa mają na awersie bez emalii godło Belgii, lwa otoczonego napisem „TRAVAIL ET PROGRÈS” (w późniejszych wydaniach także z napisem w języku niderlandzkim „ARBEID EN VOORUITGANG”), a na rewersie splecione litery „LS” uwieńczone koroną królewską i otoczone wieńcem z liści palmowych. Zawieszką medali jest korona królewska.
Order noszony jest na fioletowej wstążce z niebiesko-żółto-niebieskimi obustronnymi bordiurami.